# Paulusweg
Der Paulusweg (englisch Saint Paul Trail) folgt als Weitwanderweg und Kulturroute den Spuren des Apostels Paulus auf seinem Weg vom Mittelmeer zur antiken Stadt Antiochia. Die auf Teilstrecken anspruchsvolle Trekkingroute zeichnet den Weg der ersten Missionsreise Paulus’ durch Pisidien nach und führt zu einer Reihe historischer Stätten. Mit einer Gesamtstrecke von etwa 500 Kilometer gilt der Paulusweg nach dem Lykischen Weg als zweitältester Weitwanderweg des Landes und zählt zu den längsten Kulturrouten des Landes. Der Weg startet von der Küste in zwei Armen und erreicht den höchsten Punkt bei etwa 2200 m (zwei Gipfel um 2800 m können optional bestiegen werden). Der Paulusweg wurde von Kate Clow und Terry Richardson 2004 eröffnet.

## Wegverlauf
Der Paulusweg nahm seinen Anfang bis vor kurzem nahe der Küste bei Antalya an den antiken Stätten Perge und Aspendos. Der östliche Arm, der von Aspendos parallel zum Tal des Köprü Çayi nach Norden führte, wurde jedoch bei einem Waldbrand 2009 weitgehend zerstört bzw. seiner Ursprünglichkeit beraubt. Die östliche Route startet nun im antiken Selge nahe der Siedlung Beşkonak. Die Westroute verläuft wie bisher von Perge durch das der Küste vorgelagerte Hügelland zu den Kurşunlu- und Uçansu-Wasserfällen. Vorbei am alten Pednelissos, von wo seit 2013 eine Querverbindung zur Ostroute nach Selge abzweigt, führt der Weg durch bewaldete Höhen nach Çandır und Sütçüler. An den Ruinen von Adada treffen sich die beiden Arme. Derzeit verläuft eine Wegvariante hinter Sipahiler weit östlich des Kovada-Sees, um erst am Ende des Sees ins Tal abzusteigen. Der Weg führt weiter durch den Kasnak Forest Park und fällt anschließend zum Eğirdir-See ab. Der Weg folgt in den Bergen dem Westufer des Sees bis zu seiner schmalsten Stelle, wo die Wanderer per Fischerboot übersetzen. Vom Ostufer leitet der Paulusweg weiter nach Nordosten bis zum antiken Antiochia nahe der Stadt Yalvaç.

## Die Kulturrouten der Türkei
Der Paulusweg gilt nach dem Lykischen Weg als zweitälteste Kulturroute in der Türkei. Als erster markierter Weitwanderweg hat sich der Lykische Weg seit seiner Gründung 1999 zu einer der populärsten Kultur- und Wanderrouten Europas entwickelt. Eine ähnliche Entwicklung des Paulusweges (wenngleich mit aufgrund der Höhenlage kürzerer Wandersaison) ist abzusehen. Seit Beginn der Nullerjahre ist in der Türkei eine Vielzahl weiterer Wege entstanden, die zu Fuß, mit dem Fahrrad oder per Pferd erkundet werden können. Die als Kulturrouten bezeichneten Wege folgen alten Handelswegen oder orientieren sich an Spuren berühmter Reisender. So ist z. B. der Sultans Trail im thrakischen Teil der Türkei der erste Abschnitt einer 2100 km langen Route von Istanbul nach Wien, die eine 141-tägige militärische Expedition des Sultans Süleyman im Jahre 1529 nachzeichnet. Der Evliya-Çelebi-Weg im Nordwesten des Landes folgt den Spuren des osmanischen Schriftstellers Evliya Çelebi aus dem 17. Jahrhundert. Die Routen wurden mit dem Ziel entwickelt, das kulturelle Erbe der Türkei Trekkern und anderen Wegnutzern „im Vorbeigehen“ zugänglich zu machen. Der im Jahr 2012 gegründete Verband der Kulturrouten in der Türkei ist eine Non-Profit-Organisation, in der sich die Gründer der Routen mit lokalen Reiseveranstaltern, Pensionsbetreibern und weiteren Partnern zusammengeschlossen haben. Ziel des Verbandes ist es, die Wege im Sinne eines nachhaltigen Tourismus zu entwickeln, sowie die Routen für zukünftige Generationen zu erhalten.